# 고니시씨
고니시 씨(일본어: 小西氏 코니시시[*])는 일본의 씨족중 하나이다. 두 개의 다른 집안이 있다.
1. 후지와라 기타이에 히데사토류를 칭한 후지와라씨 서류 고니시씨. 이즈미국을 거점으로 했다.
2. 우타겐지 사사키 씨류의 고니시씨. 오미국을 거점으로 했다.

## 개요
도요토미 히데요시를 모신 센고쿠 다이묘 고니시 유키나가의 가문이다. 유키나가는 후지와라 북가의 후예를 자칭했는데, 단바국 나이토씨의 일족 쿠세이(久清)의 아들 쓰기츄(次忠)가 곧 가조 고니시 유키마사(小西行正)이며, 이 유키마사의 아들이 사카이의 거상 고니시 류우사였다. 류우사는 하시바 히데요시(훗날의 도요토미 히데요시)에게 접근하여 신뢰를 얻고 하시바를 섬겨 입신한다. 고니시 씨의 많은 일족이 그와 행동을 함께했다. 류우사의 네 아들 중 장남 쇼우세이와 차남 유키나가 둘은 직접 신하로서 히데요시를 섬겼고, 삼남 도노모노스케와 막내 요시치로는 유키나가를 섬겼다. 이 외에 조카 고니시 안토니오가 또한 유키나가의 가신이 되었다.
유키나가는 임시로 우키타 나오이에를 섬기고 나오이에와 히데요시 사이의 오가는 사자를 맡았다. 나오이에가 죽은 뒤 히데요시를 직접 섬겼고, 히데요시의 마음에 들었는지 덴쇼 16년(서기 1588년) 히고 국의 남쪽 절반에 석고 24만 석의 영주로 봉해졌다.
게이초 5년(서기 1600년) 세키가하라 전투에서 이시다 미츠나리 및 우키타 히데이에와의 인맥으로 서군에 속하지만 패배, 유키나가는 서군의 지도부급으로 분류되어 참수된다. 동생 유키카게는 우토 성을 지키고 있었으나 가토 기요마사가 쳐들어와 세키가하라의 서군 본대가 패했음을 전하자 성문을 열고 할복했다. 이로써 고니시 씨는 멸망한다.
유키나가의 장남은 모리 데루모토에 의해 처형당했고, 다른 아들 한 명은 2세대 후까지 구로다 씨의 가신 아사야마씨(浅山氏, 1300석)으로 확인된다. 소 요시토시에게 시집간 딸 고니시 마리아는 이혼당한 뒤에는 행방을 알 수 없다(일설에는 나가사키의 수도원의 보호를 받다가 게이초 10년에 병사했다고 한다). 마리아의 아들 만쇼는 마카오로 추방되었다가 로마까지 갔다 와 사제서품을 받고 일본에 귀국, 순교했다. 한편 유키카게의 후손은 무가로 존속했다.
루이스 프로이스와 교류가 있어 일족 전체가 기리시탄이었다. 유키나가 류 고니시씨 외에도 사카이, 교토에는 고니시성의 상인 가문이 많이 존재했다. 이 밖에 나쓰카 마사이에의 집안에도 고니시씨 인물이 있다.